# Rodovia Raposo Tavares

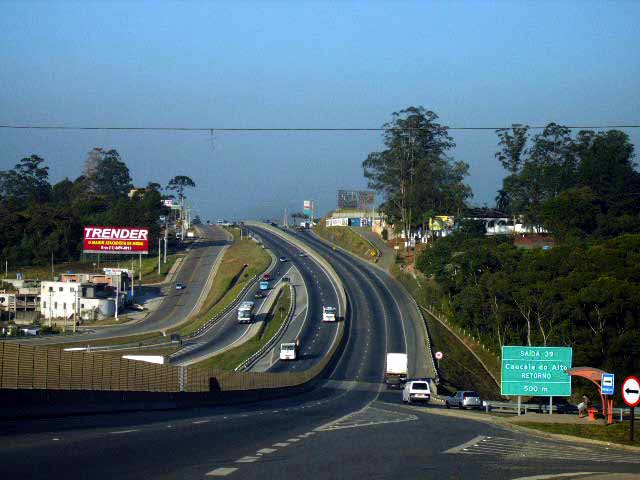
Rodovia Raposo Tavares, em Cotia

A Rodovia Raposo Tavares ou anteriormente Via Raposo Tavares e também denominada SP–270 é uma rodovia do estado de São Paulo que se inicia no final da Rua Reação, no distrito do Butantã, zona oeste da cidade de São Paulo e termina na divisa de estado com o Mato Grosso do Sul, no município de Presidente Epitácio. É frequentemente considerada uma das melhores rodovias do país, tendo alcançado a primeira colocação em 2024, de acordo com a Confederação Nacional do Transporte.
Teve origem em parte dos antigos Caminho do Peabiru (pré-cabralino) e Caminho do Sertão (séculos XVI e XVII), do Caminho das Tropas (séculos XVIII e XIX) e na Estrada São Paulo-Paraná (1922-1954). Recebeu a atual denominação em 1954, em referência a Antônio Raposo Tavares, rico português que em 1628 engajou-se na bandeira de Manuel Preto, com cem paulistas e 2 mil indígenas auxiliares, a qual percorreu o braço principal do antigo caminho indígena do Peabiru (que ligava a região da Vila de São Vicente aos atuais Paraná e Paraguai), rumo às reduções jesuíticas do Guayrá, com a finalidade de captura e escravização de indígenas.
Em 29 de outubro de 2008, o Governo do Estado abriu os envelopes do novo lote de concessões. O trecho de 444 km da Rodovia Raposo Tavares foi leiloado pelo Consórcio Invepar OAS, que ofereceu R$ 0,090525 por km. O deságio comparado ao valor máximo do edital foi de 16,11%. O segundo colocado, Triunfo Participações, propôs o índice de R$ 0,102515.
É administrada por:
- Ecovias Raposo Castello (grupo EcoRodovias) do km 10 ao 34;[4]
- CCR Sorocabana do km 34 ao 115;[5]
- CCR SPVias do km 115 ao 168;
- DER km 168 até o km 381 e do km 652 ao km 654;
- CART - Concessionária Auto Raposo Tavares do km 381 ao km 652

## Características
- Extensão: 644 km
- Início: São Paulo (km 9,8)
- Término: Presidente Epitácio (km 654)
- Sentidos: Leste — Oeste (Capital — Interior); Oeste — Leste (Interior — Capital)
- Pedágios: São Roque (km 46), Alumínio (km 79), Araçoiaba da Serra (km 111), Alambari (km 135), Palmital (km 413), Assis (km 453), Rancharia (km 512), Regente Feijó (km 541), Presidente Bernardes (km 586), Caiuá (km 634)
- SAU — Serviço de Atendimento ao Usuário: CCR Sorocabana: Cotia (km 34 Oeste), Alumínio (km 79 Leste); SPVias — Alambari (km 144 Oeste); CART: SAU–01 Piratininga (km 249); SAU–02 Paulistânia (km 282); SAU–03 Santa Cruz do Rio Pardo (km 315); SAU–04 Salto Grande (km 385); SAU–05 Palmital (km 416); SAU–06 Assis (km 450); SAU–07 Paraguaçu Paulista (km 481); SAU–08 Rancharia (km 509); SAU–09 Regente Feijó (km 545); SAU–10 Álvares Machado (km 575); SAU–11 Santo Anastácio (km 601); SAU–12 Caiuá (km 636).
- Polícia: São Paulo (km 18 Oeste), Cotia (km 24 Oeste), Cotia (km 35 Oeste), Vargem Grande Paulista (km 45 Leste), Alumínio (km 77,4 Oeste), Itapetininga (km 167), Paranapanema (km 245 Leste), Piraju (km 308), Ourinhos (km 372 Leste), Assis (km 445), Rancharia (km 511 Leste), Presidente Prudente (km 561,5), Presidente Venceslau (km 616,5), Presidente Epitácio (km 648 Oeste)

A rodovia apresenta alguns trechos de pista simples e outros de pista dupla. No trecho compreendido entre o km 10 e 30, a rodovia possui 3 faixas de rolamento em cada sentido. No trecho localizado no centro da cidade de Cotia, a rodovia possui 2 faixas de rolamento em cada de sentido e marginais, com mais duas faixas em cada sentido, para acesso aos bairros e à Estrada da Roselândia (acesso à Roselândia e Itapevi). Recentemente, 12 km entre Cotia e Vargem Grande Paulista já foram duplicados e entregues ao tráfego.
Já entre as cidades de Sorocaba e Itapetininga a pista é toda dupla, sendo composta de vias marginais no perímetro urbano de Sorocaba. Nas cidades de Angatuba, Campina do Monte Alegre e Paranapanema, juntos dos distritos de Tupy (Itapetininga) e Bom Retiro da Esperança (Angatuba), a rodovia se encontra duplicada em seus trechos urbanos, com dispositivos de retorno e alças de acesso, quais as obras foram realizadas em 2017. 
Atualmente, nos trechos de Vargem Grande Paulista-São Roque e Mairinque-Sorocaba, a rodovia está passando por obras de duplicação, com o trecho do contorno de Brigadeiro Tobias finalizado, no km 90 à 87, entregue em 2022, e o trecho do km 87 à 84.5, no bairro Genebra, entregue em Novembro de 2023. 
No sentido Capital–Interior a cobrança de pedágio é feita apenas na praça de São Roque. Já no sentido Interior–Capital a cobrança é feita somente em Alumínio. Nas demais praças, a cobrança é feita nos dois sentidos.

## História

### Período Colonial e século XIX

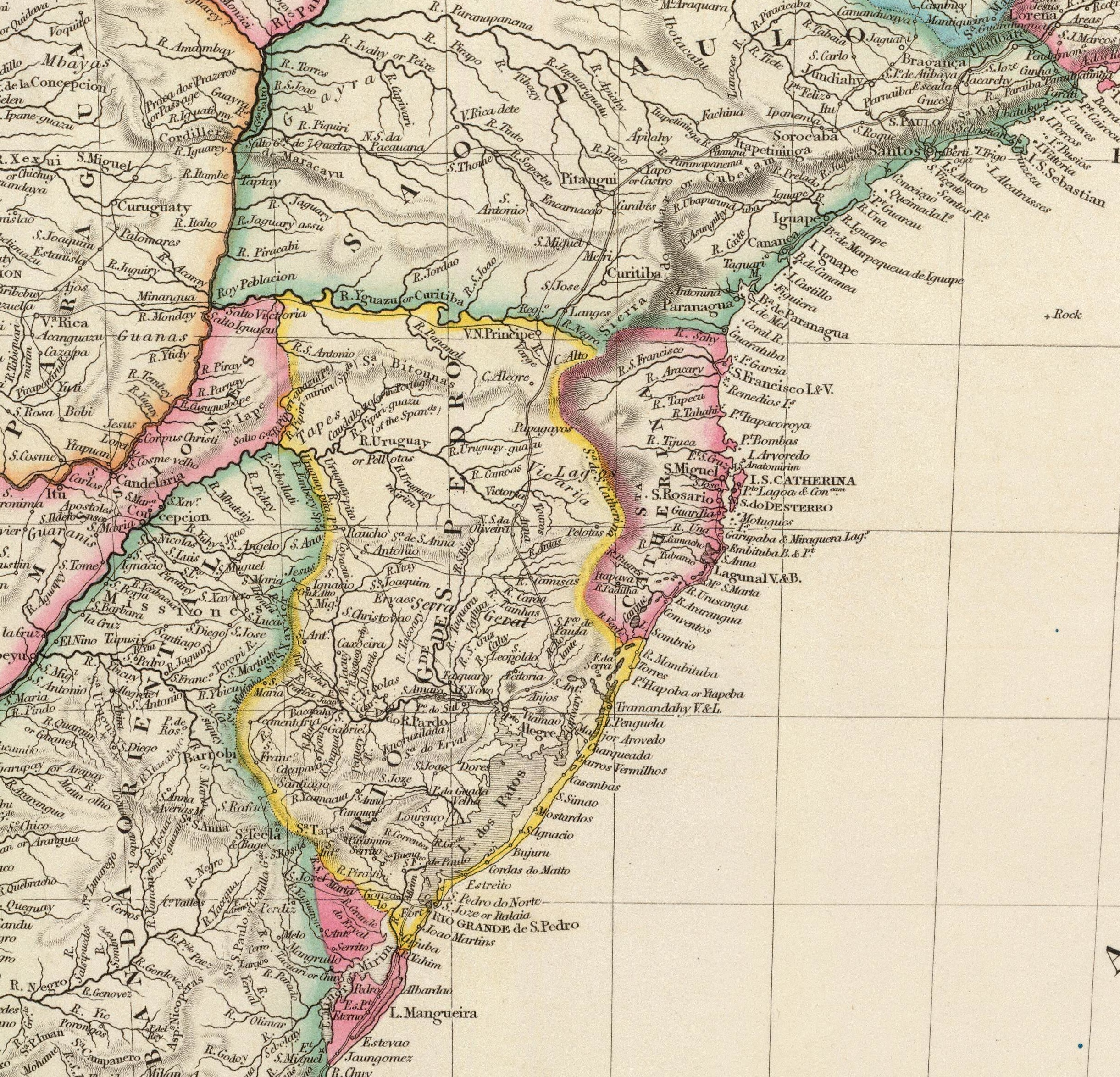
Caminho das Tropas ou Caminho do Sul, em detalhe do mapa "Brazil" (Londres, 1844), de John Arrowsmith.

Diferentemente de casos como a Rodovia Presidente Castello Branco (BR–374) e a Rodovia Ayrton Senna (SP–070), construídas com técnicas modernas e planejamento centralizado, que resultaram em estradas com predominância de retas e curvas suaves, a Rodovia Raposo Tavares, sobretudo no trecho São Paulo–Sorocaba, possui traçado predominantemente sinuoso, com grande frequência de curvas acentuadas, aclives e declives. Isso decorre do fato de a Rodovia Raposo Tavares ter sido construída sobre estradas naturais preexistentes, conservando boa parte do traçado antigo, estabelecido em períodos anteriores ao século XX pelo tráfego (por vales e montanhas) de pedestres, animais e carroças, mais especificamente sobre os ramos principais de uma rede de caminhos naturais que interligavam os atuais estados de São Paulo e Paraná (até 1853 ainda unidos na Província de São Paulo). Tais estradas começaram a ser descritas e representadas, em mapas e pinturas, a partir do início do século XIX, mas foram estabelecidas ao longo de todo o período colonial, com o aproveitamento de vários caminhos indígenas anteriores ao século XVI: haviam servido ao comércio de charque do Rio Grande do Sul e de muares do Paraguai, nos séculos XVIII e XIX, e percorridas pelas bandeiras de apresamento de índígenas no século XVII, provavelmente sobre parte do antigo caminho indígena do Peabiru, que ligava a região da hoje São Vicente aos atuais Paraná e Paraguai.

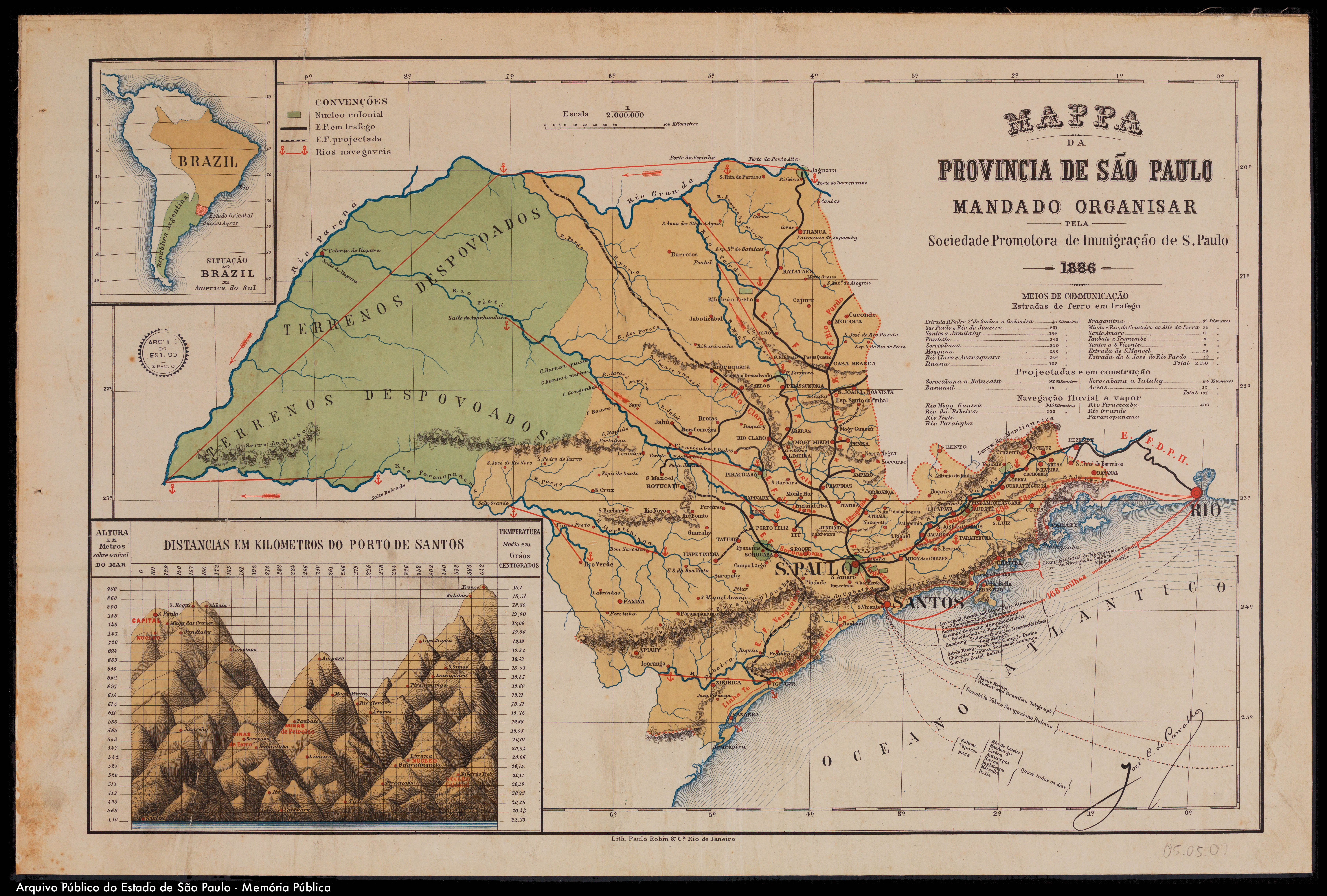
"Mappa da provinica de São Paulo" em 1886, exibindo a ampla rede ferroviária da segunda metade do século XIX, parcialmente desativada ao longo do século XX.

O trecho do antigo Caminho do Peabiru que passou a ser usado pelos novos habitantes da Vila de São Paulo em direção ao oeste foi inicialmente denominado, em português, de Caminho do Sertão e Caminho dos Pinheiros (pois passava na Aldeia de Pinheiros, fundada em 1560), depois Caminho de Cotia, Caminho de Sorocaba: vindo do litoral, passava em São Paulo pela parte baixa da atual Praça da Sé (o Largo da Sé, nos séculos XVIII e XIX), prosseguia pelas atuais Rua Direita, Largo da Misericórdia, Rua José Bonifácio, Largo da Memória, Rua Quirino de Andrade, Rua da Consolação, Avenida Rebouças, Rua dos Pinheiros, Praça João Nassar, Rua Paes Leme e Rua Butantã. Tanto o Peabiru quanto o Caminho do Sertão incluíam a travessia de barco pelo antigo Rio Grande e atual Rio Pinheiros (na altura da atual Ponte Bernardo Goldfarb), até ser construída a primeira ponte de madeira sobre o Rio Pinheiros, no século XVII; o caminho por terra reiniciava-se na região da Praça da Paineira e prosseguia (pela atual Rua MMDC ou imediações) rumo à atual Rua Reação e início da atual Rodovia Raposo Tavares, portanto em local próximo à Casa do Butantã, sede de uma fazenda do século XVII. Esse caminho foi posteriormente explorado pelos bandeirantes no apresamento de indígenas (século XVII) e pelos tropeiros (séculos XVIII e XIX), passando a ser conhecido com o nome de Caminho das Tropas, Estrada de Cotia, Estrada de Sorocaba e outras designações.

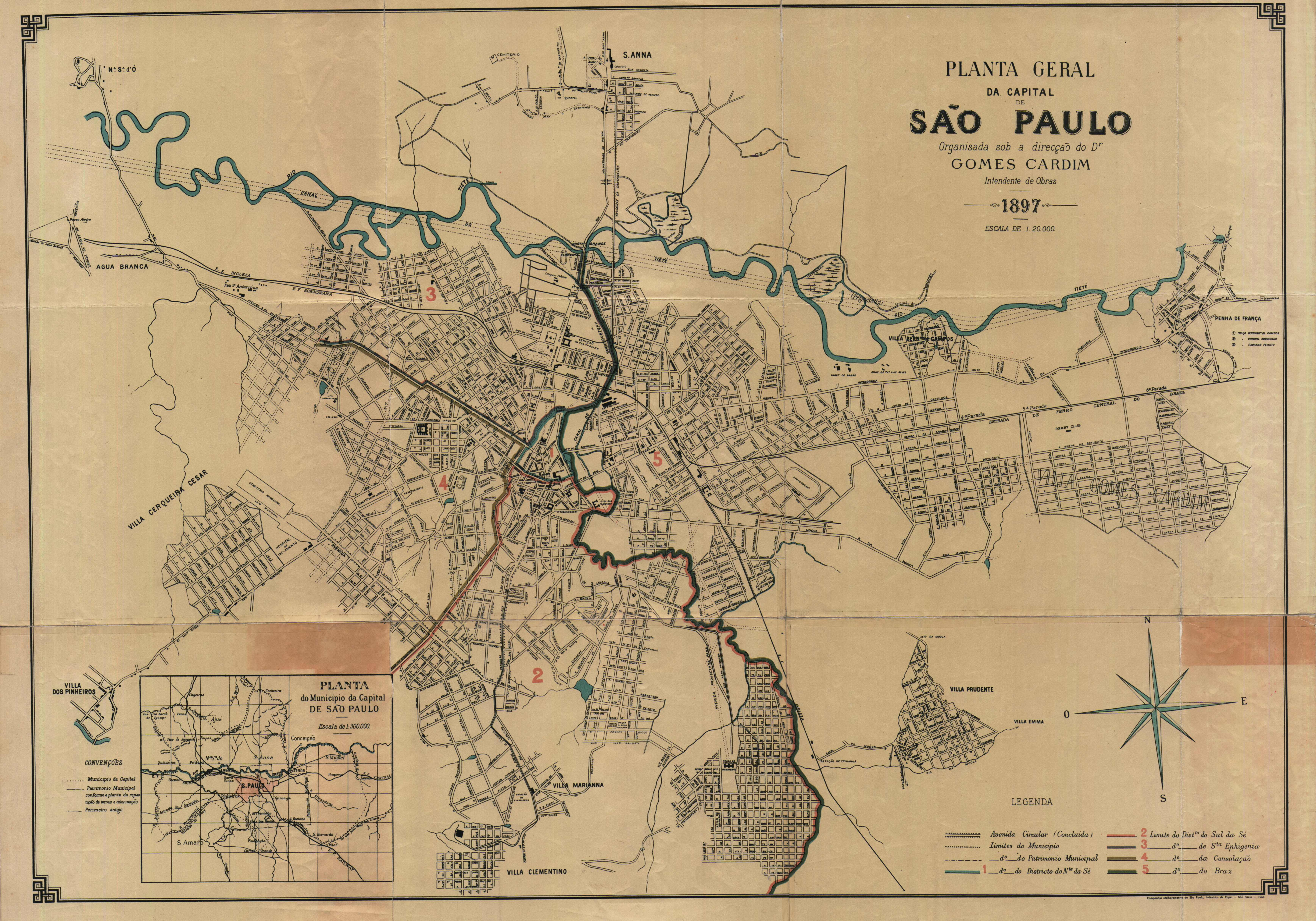
Estrada de Sorocaba, na "Planta Geral da Capital de São Paulo" por Gomes Cardim (1897)

Na “Estatística da Imperial Província de São Paulo” (1827), de José Antônio Teixeira Cabral, o autor indica, como a “7ª Estrada” (entre as sete estradas principais da Província de São Paulo), aquela que ligava São Paulo a Itapetininga (trecho posteriormente convertido nos km 10–168 da Rodovia Raposo Tavares) e prosseguia para o Sul, conhecida genericamente como Caminho das Tropas ou Caminho do Sul. De acordo com esse documento, a estrada iniciava-se na capital, com um trecho no sentido oeste passando por Cotia (com ramificação para Una, atual Ibiúna), São Roque (com ramificação para Santana de Parnaíba), Sorocaba, Itapetininga (com ramificação para Paranapanema), Itapeva e Faxina (com ramificação para Apiaí), seguido de trecho no sentido sudoeste, passando por Castro (antiga Iapó), e trecho no sentido sul, passando por Guarapuava e, em seguida, dividindo-se em um ramo que seguia para Curitiba e outro, mais longo, para a Vila do Príncipe (atual Lapa). A partir da Vila do Príncipe, prosseguia por 40 léguas, com o nome de Estrada da Mata, até a divisa com a Província de Santa Catarina e, daí, até o Rio Grande do Sul. Foi por essa razão que a maioria das paisagens desenhadas por Jean-Baptiste Debret em 1827 (provavelmente a partir de desenhos de outros artistas ou de integrantes de sua equipe), a oeste da cidade de São Paulo e ao sul da Província de São Paulo, foram produzidos em vilas ou freguesias nas estradas e ramificações acima descritas: Itú, Porto Feliz, Sorocaba, Itapeva, Jaguariaíva (junto ao rio de mesmo nome), Castro (antiga Iapó), Ponta Grossa, Guarapuava, Curitiba, Lapa (antiga Vila do Príncipe), Paranaguá, Desterro (atual Florianópolis), São Pedro do Sul (atual Porto Alegre) e várias outras. As paisagens de Jean-Baptiste Debret são, portanto, as mais antigas imagens tomadas nas estradas de São Paulo para o oeste da província e para as províncias do Sul, as quais eram, basicamente, caminhos de terra de poucos metros de largura, sobre montanhas e vales sinuosos, por entre matas, capoeiras e campos, com algumas pontes rudimentares de madeira, e que, muitas vezes, incluíam a travessia de rios pela água.

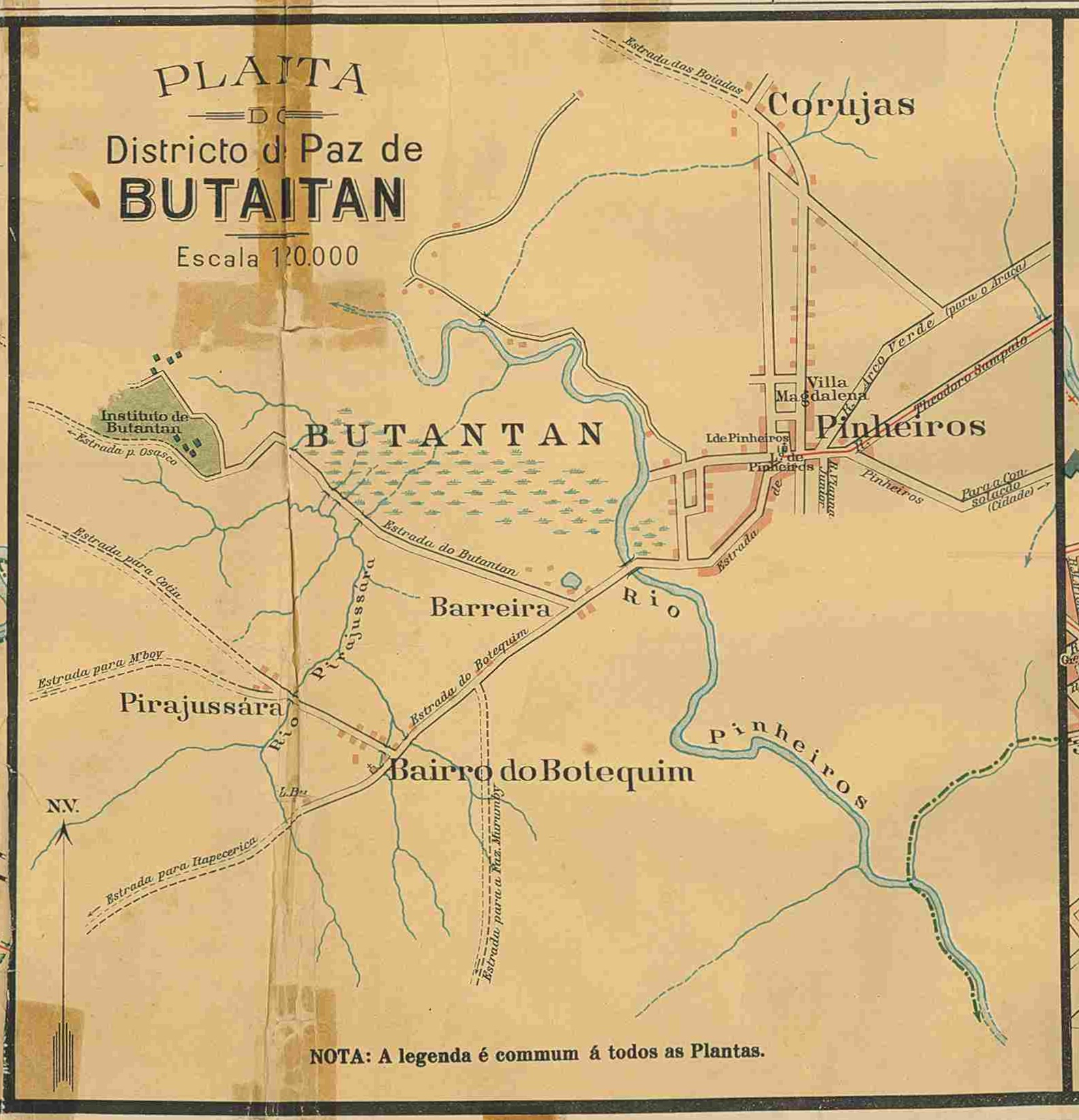
Início da "Estrada para Cotia", no atual bairro do Butantã, em 1913

Um dos mais antigos mapas que representam as estradas e caminhos entre os atuais estados de São Paulo e Paraná é o "Guia de Caminhantes", de Anastácio Santana (1817), porém dezenas de mapas, ao longo do século XIX, enfatizaram os troncos principais do Caminho das Tropas, que ia de São Paulo a Castro e daí a Lapa, rumo a Santa Catarina e Rio Grande do Sul. Na segunda metade do século XIX e princípios do século XX, no entanto, os mapas do Brasil passaram a destacar as ferrovias, em período cuja tendência predominante foi a construção de redes ferroviárias.

### Estrada de Cotia ou Estrada de Sorocaba

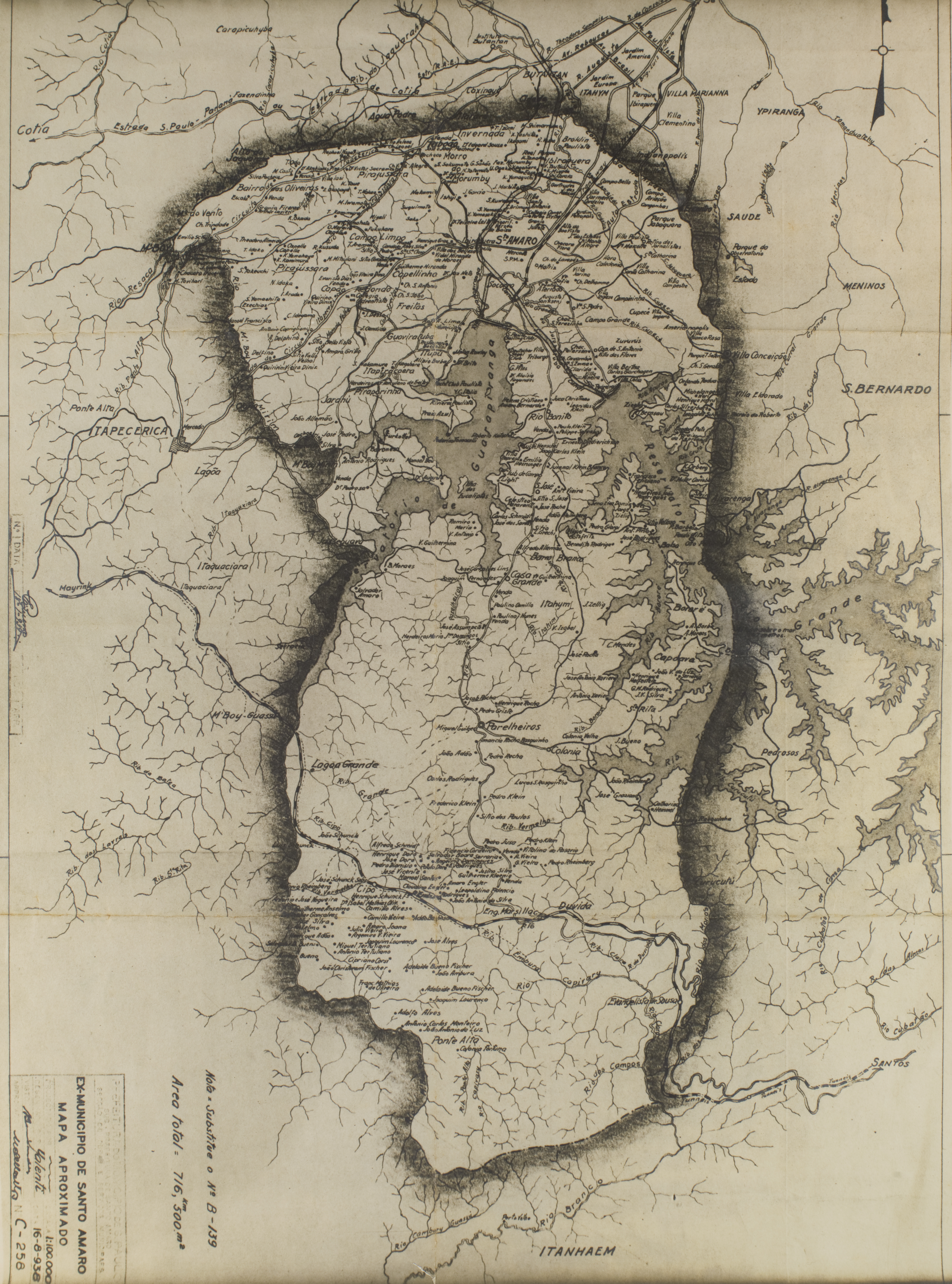
Início da Estrada São Paulo–Paraná no "Mapa do Ex-Município de Santo Amaro" (1938).

No século XIX, o trecho próximo da capital passou a ser frequentemente denominado "Estrada da Cutia" ou Estrada de Sorocaba. Na “Planta Geral da Capital de São Paulo organizada sob a direção do Dr. Gomes Cardim, Intendente de Obras”, de 1897, a estrada que saía da cidade de São Paulo pelas atuais Ruas Consolação, Rebouças e Pinheiros, passando pela Vila dos Pinheiros, na atual Rua Butantã, cruzando a Ponte dos Pinheiros (no local da atual Ponte Bernardo Goldfarb) e prosseguindo pela atual Rua Reação, ainda era denominada Estrada de Sorocaba. Em função da urbanização dos antigos bairros do Botequim, Barreira e Pirajussara (posteriormente incluídos no Distrito do Butantã), surgiram outras formas de acesso à Estrada de Cotia ou Estrada de Sorocaba: a Planta do Distrito do Butantã de 1913, por exemplo, indica a entrada na Estrada de Cotia pela atual Avenida Professor Francisco Morato (antiga Estrada do Botequim e Estrada para Itapecerica), virando 90 graus à direita para a atual Rua Sapetuba e ingressando diretamente na atual Rodovia Raposo Tavares (com opção para tomar, à esquerda, a Estrada para M'Boy (Embu), atual Avenida Eliseu de Almeida).
Uma carta de 23 de fevereiro de 1880 (ver manuscrito na ALESP), assinada na Freguesia da Consolação por Francisco Antônio de Paula Cepelos e mais 69 agricultores e lavradores da cidade de São Paulo e da Vila da Cutia, solicitou à Assembleia Legislativa Provincial de São Paulo o reparo da Estrada Geral de São Paulo ao Paraná, especialmente no trecho até a Vila da Cutia. Os detalhes dessa carta ajudam a compreender a configuração dessa estrada, na qual as tropas eram obrigadas a pagar um pedágio (na época denominado “taxa de barreira”) em pontos específicos com porteiras, sendo essa a origem do nome do atual bairro do Portão, em Cotia (entre os atuais km 30 e 31 da Rodovia Raposo Tavares):
"Ilustríssimos Excelentíssimos membros da Assembleia Provincial.
Os abaixo assinados, lavradores e agricultores deste município e do da Cutia, vêm respeitosamente pedir a Vossas Excelentíssimas a decretação de uma quota, no próximo orçamento, para os reparos, ou antes, reconstrução da estrada que da capital leva ao sul da província e ao norte do Paraná, especialmente na parte compreendida entre a freguesia da Consolação e a Vila da Cutia. Como não ignora esta respeitável Assembleia, é por essa estrada que transitam as tropas que vem da feira de Sorocaba com direção a diversas províncias, deixando não pequena renda para os cofres provinciais.
Por aí passa também, tendo pago a taxa de barreira no lugar próprio, todo o gado que vem para o consumo da capital, Santos, etc.
É essa, ainda, a via de comunicação por onde são transportados os gêneros alimentícios consumidos nesta grande cidade.
Uma estrada de tão grande tráfego acha-se em estado lamentável, em consequência das grandes chuvas, achando-se caídas ou em estado de iminente ruína quase todas as pontes.
Urge tomar providências em ordem a remover o embaraço com que lutam o comércio e a pequena lavoura, proporcionando-lhes fáceis e cômodos meios de transporte.
Estas considerações e outras que não escaparam à perspicácia dos ilustres deputados, fazem esperar do seu reconhecido patriotismo a satisfação de uma necessidade tão urgente, qual é o concerto da estrada da capital a Cutia, votando fundos, que não excederão de quatrocentos réis, para fim tão importante."

### Estrada São Paulo–Paraná
Por outro lado, desde o final do século XIX, a Estrada de Ferro Sorocabana (criada em 1870 e inaugurada em 1875), que partia da atual Estação Julio Prestes, passando por Osasco, rumo ao oeste paulista, era a que concentrava o maior fluxo de pessoas entre São Paulo e Sorocaba, sendo a Estrada de Sorocaba mais usada para o transporte animal de cargas. A partir das décadas de 1910 e 1920, no entanto, e especialmente durante a atuação de Washington Luís, o Estado de São Paulo e o Brasil iniciaram a mudança de sua política de transportes, privilegiando a construção de redes rodoviárias destinadas a veículos motorizados e investindo cada vez menos nas redes ferroviárias. Foi nesse contexto, e por determinação de Washington Luís, enquanto governador do Estado de São Paulo, que principiou-se em 1922 a construção da Estrada São Paulo–Paraná (BR–2), inicialmente apenas com o trecho São Paulo–Cotia–São Roque, a principal região agrícola nas imediações da capital.
A Estrada São Paulo–Paraná foi construída pelo alargamento da antiga Estrada de Cotia ou Estrada de Sorocaba, com retificação de alguns trechos e construção de pontes, sobre o mesmo tronco do Caminho das Tropas, que prosseguia para Itapetininga, Itapeva, Castro, Guarapuava e Lapa.

### Rodovia Raposo Tavares
Em 1954, a rodovia passou a ser administrada de forma independente do trecho que, de Itapetininga, prosseguia ao Paraná, e recebeu o nome de Raposo Tavares, em referência ao fato de que, em 1628, a bandeira de Manuel Preto, com cem paulistas e 2 mil indígenas auxiliares (na qual engajou-se o português Raposo Tavares) percorreu o braço principal do antigo caminho indígena do Peabiru (que ligava a região da Vila de São Vicente aos atuais Paraná e Paraguai), rumo às reduções jesuíticas do Guayrá, com a finalidade de captura e escravização de indígenas, tipo de ação que os historiadores do século XIX passaram a denominar "desbravamento". Diferentemente da Estrada São Paulo–Paraná que, de Itapetininga, prosseguia no sentido sudoeste para Itapeva, Castro e Ponta Grossa (convertidas nas atuais Rodovias SP–127, SP–258 e PR–151), a Rodovia Raposo Tavares unificou o trecho que vinha da capital e que, de Itapetininga, tomava o sentido noroeste, rumo a Ourinhos, Assis, Presidente Prudente e Presidente Epitácio.
A partir de 1954, a estrada começou a ser asfaltada e recebeu a retificação de vários trechos, abrindo caminho para o transporte rodoviário ligado ao ciclo industrial que se iniciava nesse período, em função da progressiva desativação da antiga rede ferroviária federal. Originalmente, a Rodovia Raposo Tavares passava por trechos urbanos, porém nas décadas seguintes foram construídos desvios por fora das áreas urbanas dos municípios e distritos, a começar por Cotia e Sorocaba, ainda em fins do século XX, depois São Roque e Brigadeiro Tobias, no início do século XXI.
Resquícios de trechos sinuosos excluídos pela retificação da Rodovia Raposo Tavares ainda são encontrados em ruas e estradas paralelas, ao longo de toda a rodovia (além dos trechos complementares nas áreas urbanas centrais das localidades anteriormente referidas): o mais notório, no início da rodovia, é o trecho do km 16 ao 23 (lado direito, sentido Cotia), atualmente correspondente à Rua Agostinho Azevedo, Rua Cândido Fontoura, Avenida Vítor Cívita, Estrada Velha de Cotia, Rua Pereira de Assis Filho, Estrada Velha de Sorocaba e início da Avenida São Camilo (em 1958 havia sido inaugurado o Restaurante Recreio, no km 21, hoje Estrada Velha de Sorocaba). A sinuosidade da rodovia, no entanto, é notória entre São Paulo e Sorocaba: em 1937, uma reportagem sobre um teste automobilístico na Estrada São Paulo–Paraná observou “como é difícil o trecho entre esta capital e Sorocaba, todo cheio de curvas apertadas e rampas fortes”. Tais características decorrem do fato de que a construção da Estrada São Paulo–Paraná e da Rodovia Raposo Tavares foi realizada em períodos diferentes e com tecnologia distinta, o que fez com que o trecho São Paulo–Sorocaba (exceto os desvios em por Cotia, São Roque e Brigadeiro Tobias) tivesse interferido menos nos traçados anteriores, sendo, ainda hoje, o mais sinuoso dessa estrada e, portanto, com o maior grau de preservação dos traçados naturais do período colonial e, possivelmente, de uma parte do traçado indígena do Peabiru.

### Patrimônio histórico
Os traçados remanescentes dos antigos Caminho do Peabiru, Caminho do Sertão, Caminho dos Pinheiros, Caminho das Tropas, Caminho de Cotia e Caminho de Sorocaba, parcialmente preservados na Rodovia Raposo Tavares (ainda que com a alteração ou retificação de vários trechos) constituem importante patrimônio histórico do Estado de São Paulo. Diferentemente do trecho da Estrada Real que ligava Ouro Preto a Ouro Branco, em Minas Gerais, na qual foram preservadas algumas pontes, muros de contenção, calçamentos antigos e rochas escavadas, a Rodovia Raposo Tavares perdeu todos os vestígios arqueológicos, exceto parte do seu traçado, mas que vem sendo alvo de vários estudos sobre o bandeirantismo, a ocupação colonial do oeste paulista e o tropeirismo.

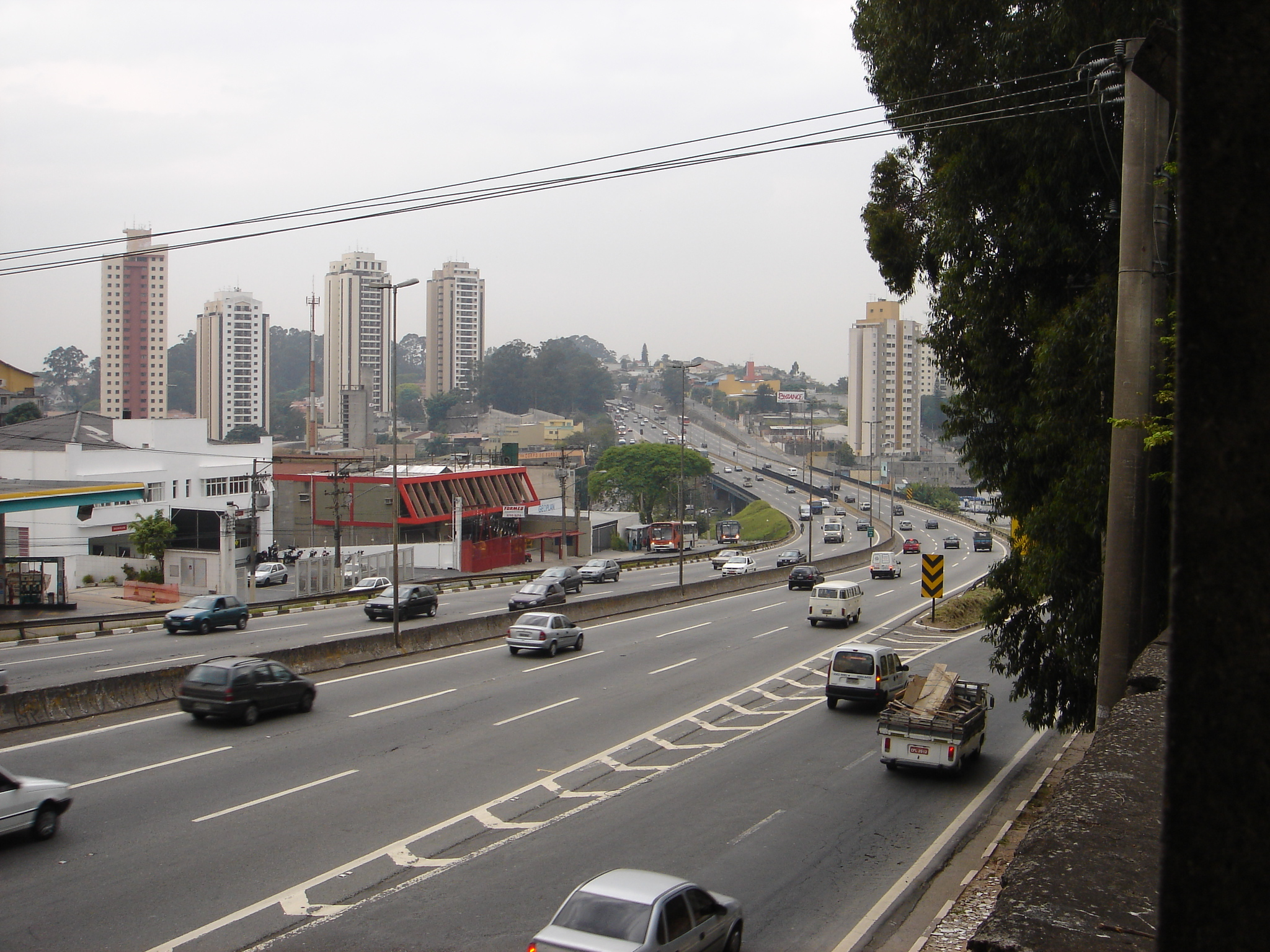
km 14 no bairro do Butantã, São Paulo

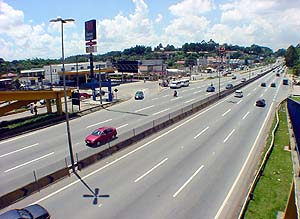
km 23 no distrito da Granja Viana, Cotia.

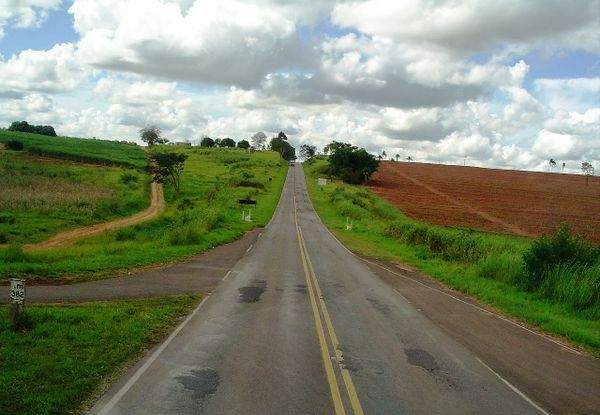
Trecho entre Itapetininga e Ourinhos

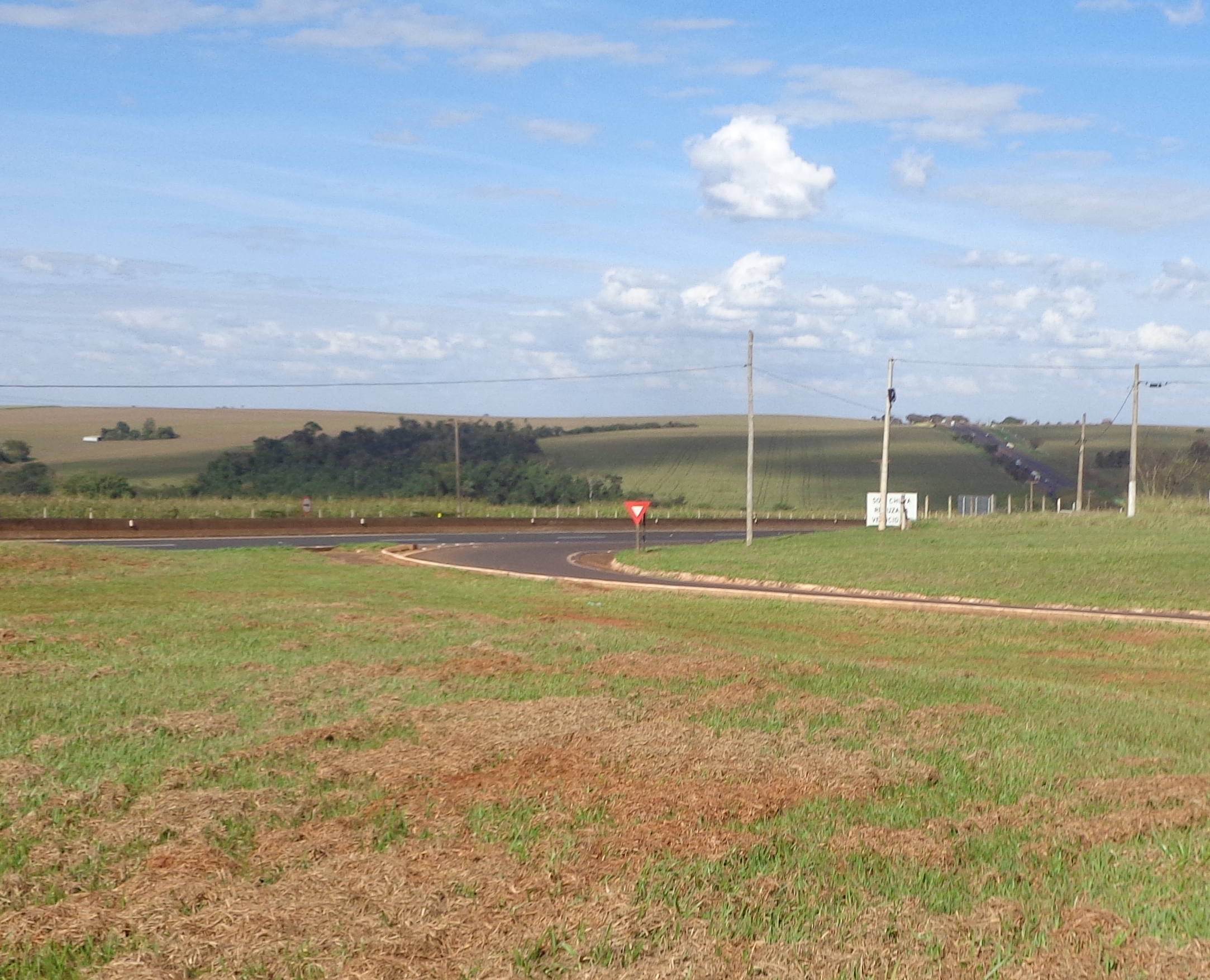
Trecho de acesso a Salto Grande.

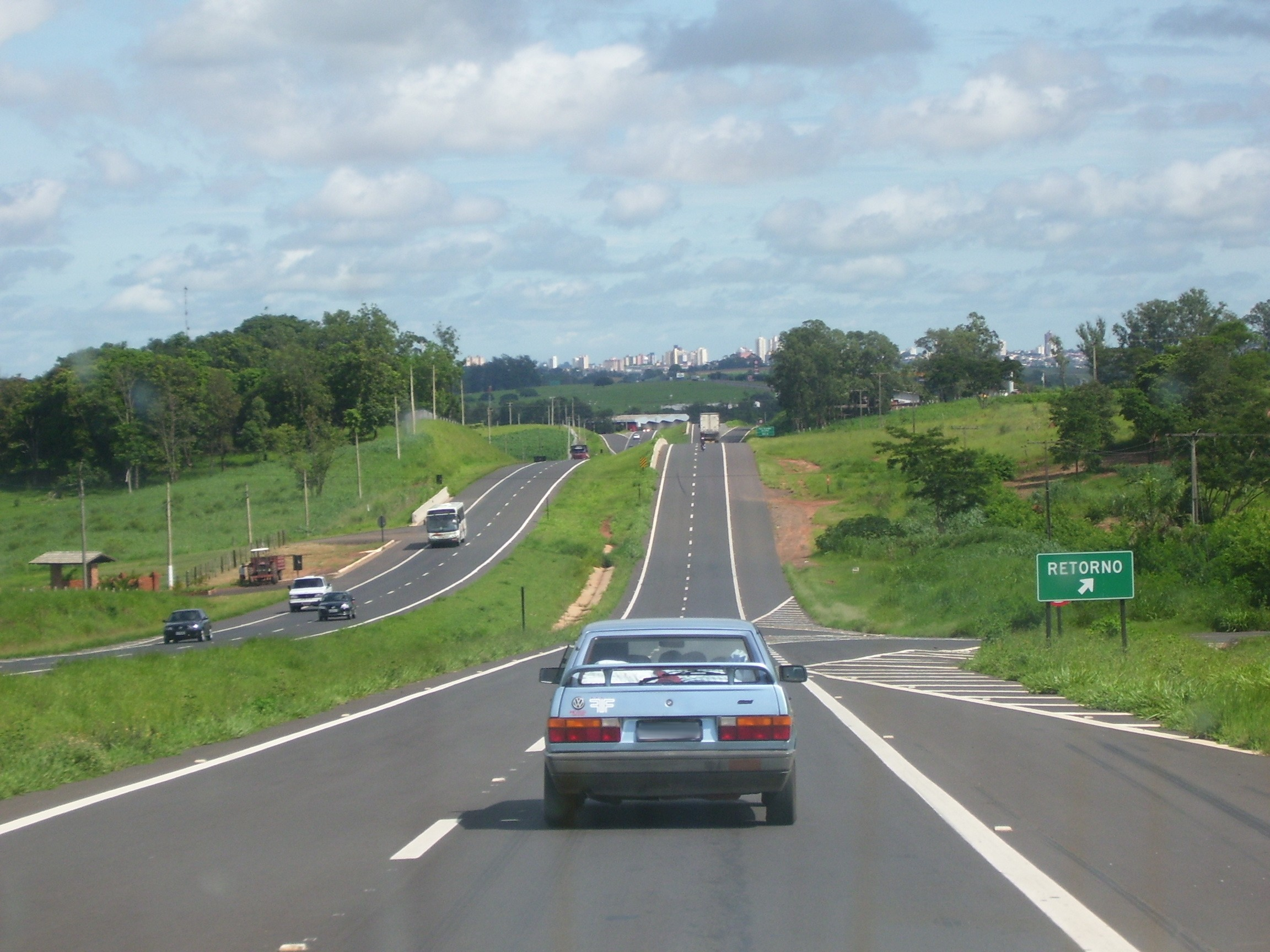
Trecho próximo a Presidente Prudente.

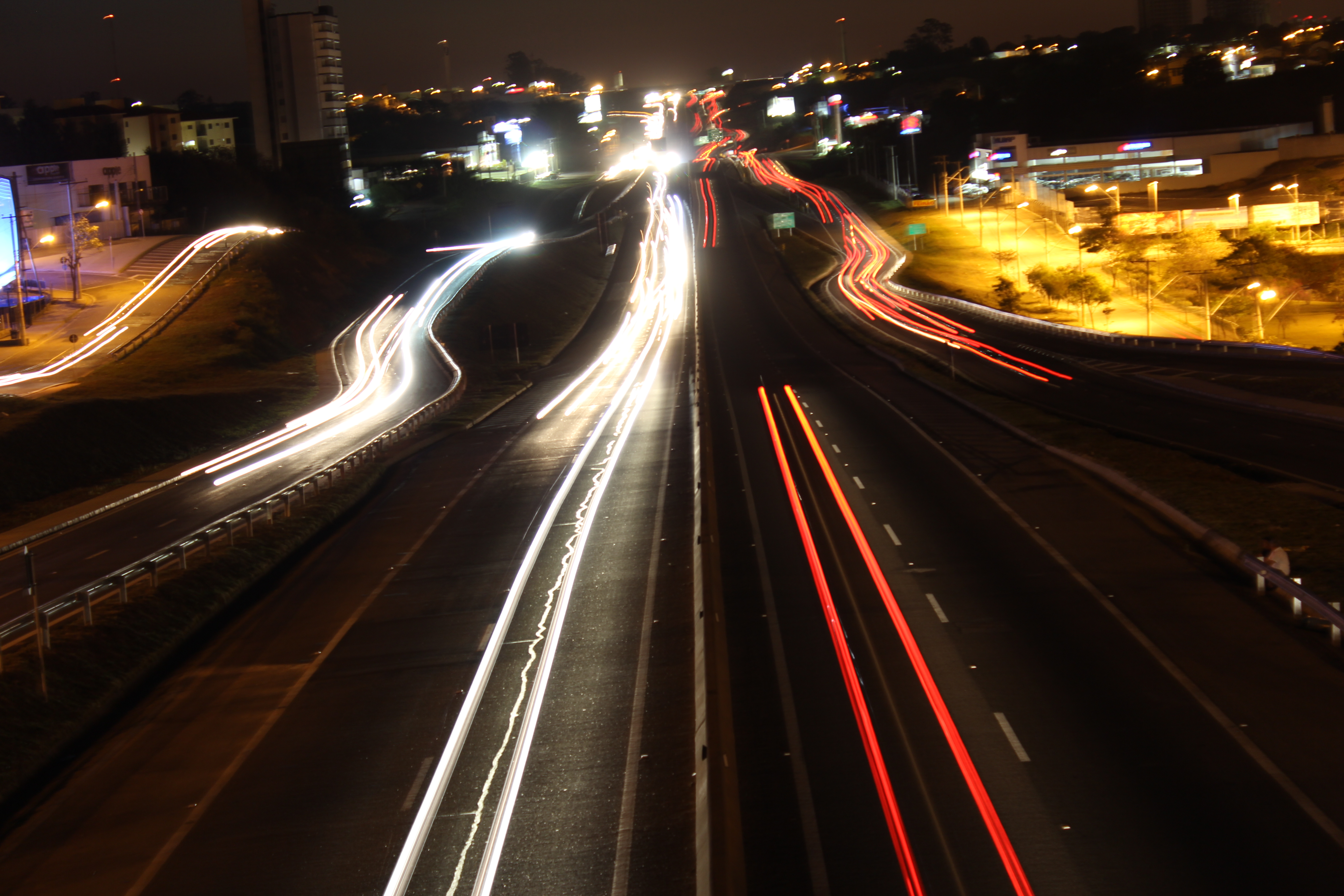
Trecho da Rodovia Raposo Tavares em Sorocaba

## Municípios
O trajeto da Rodovia Raposo Tavares cruza os seguintes municípios do estado São Paulo:
- São Paulo
- Osasco
- Cotia
- Vargem Grande Paulista
- São Roque
- Mairinque
- Alumínio
- Sorocaba
- Araçoiaba da Serra
- Capela do Alto
- Sarapuí
- Alambari
- Itapetininga
- Angatuba
- Paranapanema
- Itaí
- Piraju
- Bernardino de Campos
- Ipaussu
- Chavantes
- Canitar
- Ourinhos
- Salto Grande
- Ibirarema
- Palmital
- Cândido Mota
- Assis
- Maracaí
- Paraguaçu Paulista
- Rancharia
- Martinópolis
- Regente Feijó
- Presidente Prudente
- Álvares Machado
- Presidente Bernardes
- Santo Anastácio
- Piquerobi
- Presidente Venceslau
- Caiuá
- Presidente Epitácio

## Sistema Castelo–Raposo
Junto com a Rodovia Castelo Branco (SP–280), liga a capital paulista ao interior do estado no chamado sistema Castelo–Raposo.

### Acessos a Rodovia Castelo Branco
- SP–021 Rodoanel Mario Covas (Osasco)
- SP–029 Rodovia Coronel PM Nelson Tranchesi (Estrada da Roselândia) (Itapevi/Cotia)
- SP–075 Rodovia Senador José Ermírio de Moraes (Sorocaba)
- SP–141 Rodovia Senador Laurindo Dias Minhoto (Araçoiaba da Serra)
- SP–127 Rodovia Antonio Romano Schincariol (Itapetininga)
- SP–157 Rodovia Aristides da Costa Barros (Itapetininga)
- SP–255 Rodovia João Mellão (Itaí)
- SP–261 Rodovia Osni Mateus (Cerqueira César)
- SP–325 Rodovia Engenheiro João Baptista Cabral Rennó (Santa Cruz do Rio Pardo/Ipaussu)

## Relato descritivo rodoviário
- km 10 — Início da Rodovia Raposo Tavares — concessão da Ecovias Raposo Castello
- km 12 — Saída para Avenida Corifeu de Azevedo Marques, Jaguaré, Cidade Universitária (via Avenida Benjamin Mansur)
- km 13 — Acesso a Av. Eliseu de Almeida, Jardim Peri Peri, Vila Sônia (Via Rua Ari Aps e Avenida Ministro Laudo Ferreira de Camargo)
- km 15 — Saída para Jardim Bonfiglioli, Jardim João XXIII, Jardim Paulo VI (via Avenida Engenheiro Heitor Antonio Eiras Garcia)
- km 16 — Saída para Marginal Pinheiros (Ponte do Jaguaré), Rio Pequeno, Osasco (Paque Continental) (via avenida Escola Politécnica)
- km 17 — Acesso a Jardim Boa Vista, Osasco (Jardim D'Abril)
- km 19 — Acesso a COHAB Raposo Tavares, Jardim Arpoador, Jardim Amaralina
- km 20 — Acesso a Rodoanel Mário Covas
- km 22 — Sentido interior — saída para Carapicuíba (Vila Helena, Aldeia de Carapicuíba, via Estrada da Aldeia).
- km 23 — Saída para Granja Viana,Carapicuíba (Via avenida São Camilo)
- km 26 — Saída para Embu, Rodovia Régis Bittencourt (via Estrada do Embu)
- km 29 — Acesso a Cotia (Parque Rincão, Jardim dos Ipês) — saída para Jandira (via Estrada Fernando Nobre)
- km 32 — Saída para Cotia (Bairro Portão, Roselândia), Itapevi (via SP–29)
- km 33 — Acesso a Cotia (Centro)
- km 34 — Fim do trecho sob concessão da Ecovias Raposo Castello — concessão da CCR Sorocabana
- km 36 — Acesso a Cotia (Bairro Atalaia)
- km 39 — Acesso a Cotia (Caucaia do Alto) e Vargem Grande Paulista (Tijuco Preto)
- km 42 — Saída para Vargem Grande Paulista (Centro)
- km 45 — Saída para Ibiúna, Piedade (via SP–250–Bunjiro Nakao)
- km 46 — Pedágio sentido interior
- km 54 — Acesso para São João Novo, Mailasqui, (via SP–274)
- km 62 — Acesso a São Roque
- km 66 — Acesso a Mairinque
- km 79 — Acesso a Alumínio
- km 79 — Pedágio sentido Capital
- km 89 — Acesso a Brigadeiro Tobias
- km 92 — Acesso a Sorocaba, Rodovia Castelo Branco, Itu, Salto, Indaiatuba e Campinas (via SP-075)
- km 92 — Acesso a Sorocaba e Votorantim
- km 111 — Pedágio nos dois sentidos Capital/Interior
- km 115 — Acesso a Araçoiaba da Serra
- km 115,5 — Fim do trecho sob concessão da CCR Sorocabana — concessão da SPVias
- km 135,3 — Pedágio sentido capital
- km 142 — Acesso a Sarapuí
- km 146 — Acesso a Alambari
- km 159 — Saída para Tatuí (via SP–127)
- km 163, 165 e 166 — Acesso a Itapetininga
- km 168,7 — Fim do trecho sob concessão da SPVias — jurisdição do DER–SP
- km 183 — acesso a Tupy
- km 194 — acesso a Bom Retiro da Esperança
- km 204 — Acesso a Angatuba
- km 208 — Acesso a Campina do Monte Alegre
- km 245 — Acesso a Paranapanema
- km 256 — Acesso a Holambra II
- km 257,9 — Saída para Angatuba, Capela do Alto, Paranapanema (via SP–268 / acesso em terra)
- km 280 — Saída para Itaí, Avaré (via SP–255)
- km 309 — Saída para Cerqueira César (via SP–261)
- km 312,6 e 323 — Saída para Piraju, Sarutaiá e Fartura (via SP–287)
- km 322 — Saída para Manduri e Óleo
- km 334 — Acesso a Bernardino de Campos e Timburi (via SP-303)
- km 348 — Acesso a Ipaussu, Santa Cruz do Rio Pardo e Bauru (via SP-225)
- km 357 — Acesso a Chavantes
- km 367 — Acesso a Canitar
- km 373 — Saída para Ourinhos, Londrina-PR, Maringá-PR (via BR-153)
- km 377 — Acesso a Ourinhos
- km 381 — Fim do trecho sob jurisdição do DER-SP — concessão da CART (concessionária Auto Raposo Tavares)
- km 383 — Acesso a Marília, Jacarezinho, Cambará, Londrina e Maringá (via BR-153)
- km 392 — Acesso a Salto Grande
- km 402,8 — Acesso a Ibirarema (Av. Dep. Nelson Fernandes e Rua Dr. Júlio Prestes)
- km 405 — Acesso a Ibirarema e Campos Novos Paulista (via Rodovia Francisco Antunes Ribeiro / IBM-122)
- km 418 — Saída para Palmital (via SP–375)
- km 424 — Saída para Platina (via Rodovia Domingos Samponi / SPA-424/270)
- km 428 — Saída para Cândido Mota (via SP-266)
- km 431 — Acesso ao distrito de Nova Alexandria (Cândido Mota)
- km 440, 441, 443, 444, 445 e 447  — Acessos a Assis
- km 444 — Saída para Echaporã e Marília (via SP–333)
- km 447 — Saída para Paraguaçu Paulista, Quatá, Bastos, João Ramalho, Rancharia e Martinópolis (via SP-284); Tarumã, Florínea e Londrina (via SP-333)
- km 471 — Acesso a Maracaí
- km 483 — Saída para Conceição do Monte Alegre, Paraguaçu Paulista, Iepê, Gardênia, Nantes e Porecatu (via SP-421)
- km 496,8 e 502,3 — saída para Agissê
- km 511 — Saída para Rancharia e Iepê (via SP–457)
- km 542 — saída para Taciba (via SP-483)
- km 552 — Acesso a Regente Feijó, Anhumas, Pirapozinho, Tarabai, Estrela do Norte e Sandovalina
- km 564 — Acesso a Presidente Prudente, Aeroporto, Pirapozinho, Tarabai, Sandovalina e Estrela do Norte (via SP-425); Mirante do Paranapanema e Teodoro Sampaio (via SP-272)
- km 565 — Acesso a Presidente Prudente (Avenida Brasil; Rodoviária)
- km 566, 569, 570 e 571 — Acesso a Presidente Prudente
- km 573 — Saída para Alfredo Marcondes, Santo Expedito, Flora Rica, Irapuru e Dracena (via SP-501)
- km 576 — Acesso a Álvares Machado
- km 586 — Acesso a Presidente Bernardes
- km 597 — Acesso a Santo Anastácio
- km 608 — Acesso a Piquerobi
- km 618 — Saída para Teodoro Sampaio, Dracena, Tupi Paulista e Andradina (via SP–563)
- km 619 e 623 — Acesso a Presidente Venceslau
- km 637 — Acesso a Caiuá
- km 652 — Acesso a Presidente Epitácio
- km 654 — Fim da Rodovia Raposo Tavares — fim do trecho sob a concessão da CART

## Concessão
O consórcio formado pela Invepar e pela construtora OAS venceu o leilão pela rodovia Raposo Tavares, com uma proposta de pedágio para pista dupla de R$ 0,090525 por km, o que representa um deságio de 16,11% sobre o teto estipulado pelo governo do Estado de São Paulo, de R$ 0,107910. A outra proposta, da Triunfo Participações, foi de R$ 0,102515 por km.
O vencedor será responsável pelos 444 km da rodovia Raposo Tavares, mais 390 km de estradas vicinais e precisará pagar outorga de R$ 634 milhões no prazo de 18 meses, sendo 20% na assinatura do contrato. A rodovia exigirá também investimentos de R$ 1,803 bilhão durante os 30 anos da concessão.

## Localização dos pedágios
Esta é a localização das praças de pedágio da Rodovia Raposo Tavares: 
| Pedágio | km  | Sentido          | Cidade               | Concessionária | Geocoordenadas              |
| ------- | --- | ---------------- | -------------------- | -------------- | --------------------------- |
| 1A      | 46  | Interior         | São Roque            | CCR Sorocabana | 23°35'58.07"S 47°02'19.73"W |
| 1B      | 79  | Capital          | Alumínio             | CCR Sorocabana | 23°30'33.78"S 47°16'43.37"W |
| 2       | 115 | Capital/Interior | Araçoiaba da Serra   | CCR Sorocabana | 23°30'36.61"S 47°33'48.41"W |
| 3       | 135 | Capital          | Alambari             | SPVias         | 23°33'10.55"S 47°46'40.15"W |
| 4       | 413 | Capital/Interior | Palmital             | Cart           | 22°46'10.68"S 50°08'43.21"W |
| 5       | 454 | Capital/Interior | Assis                | Cart           | 22°37'58.53"S 50°29'47.35"W |
| 6       | 512 | Capital/Interior | Rancharia            | Cart           | 22°26'06.88"S 51°00'30.25"W |
| 7       | 541 | Capital/Interior | Regente Feijó        | Cart           | 22°18'14.05"S 51°15'11.37"W |
| 8       | 590 | Capital/Interior | Presidente Bernardes | Cart           | 22°01'14.81"S 51°35'59.63"W |
| 9       | 639 | Capital/Interior | Caiuá                | Cart           | 21°50'48.57"S 52°01'23.03"W |